# Đại học Simon Fraser
Viện Đại học Simon Fraser hay Đại học Simon Fraser (tiếng Anh: Simon Fraser University, viết tắt là SFU) là một trong những viện đại học lớn của Canada tại tỉnh bang British Columbia. SFU được thành lập tháng 9 năm 1965, đặt tên theo tên của nhà thám hiểm Simon Fraser, người đã từng thám hiểm khu vực xung quanh thành phố Vancouver.
SFU đạt danh hiệu là trường đại học tốt nhất của Canada 8 lần (1993, 1996, 1997, 1998, 2000, 2009, 2010 và 2011) theo bảng xếp hạng hằng năm của tạp chí Maclean'. Hiện tại SFU có 35,204 sinh viên, trong đó số sinh viên quốc tế là 4,602, chiếm 13.07%.

## Các khoa
SFU gồm có 6 khoa:
- Khoa khoa học ứng dụng
- Khoa khoa học xã hội & nhân văn
- Khoa kinh doanh
- Khoa sư phạm
- Khoa khoa học sức khỏe (Y học)
- Khoa khoa học (tự nhiên)

## Các học xá (campus)
- Simon Fraser University Burnaby Mountain Campus (địa điểm chính)

8888 University Drive
Burnaby, B.C.
Canada. V5A 1S6
Phone: 604.291.3111
Diện tích: 1,7 km²
- Simon Fraser University at Harbour Centre

515 West Hastings Street
Vancouver, B.C.
Canada. V6B 5K3
Phone: 604.291.5000
- Simon Fraser University Surrey Campus

2400 Central City
10153 King George Hwy
Surrey, B.C.
Canada. V3T 2W1
Phone: 604.268.7500

## Huy hiệu

Huy hiệu cũ của Đại học Simon Fraser

Huy hiệu mới của Đại học Simon Fraser

Kể từ năm 2007, SFU đổi huy hiệu mới với lý do để tránh bị nhầm lẫn với các trường công giáo bởi biểu tượng thánh giá trên huy hiệu cũ.

## Cựu sinh viên nổi tiếng
- Terry Fox
- Gordon Campbell
- Ujjal Dosanjh
- Glen Clark
- David Usher
- Margaret Trudeau
- Chu Thiên Tuyết
- Choi Woo-shik

## Hình ảnh

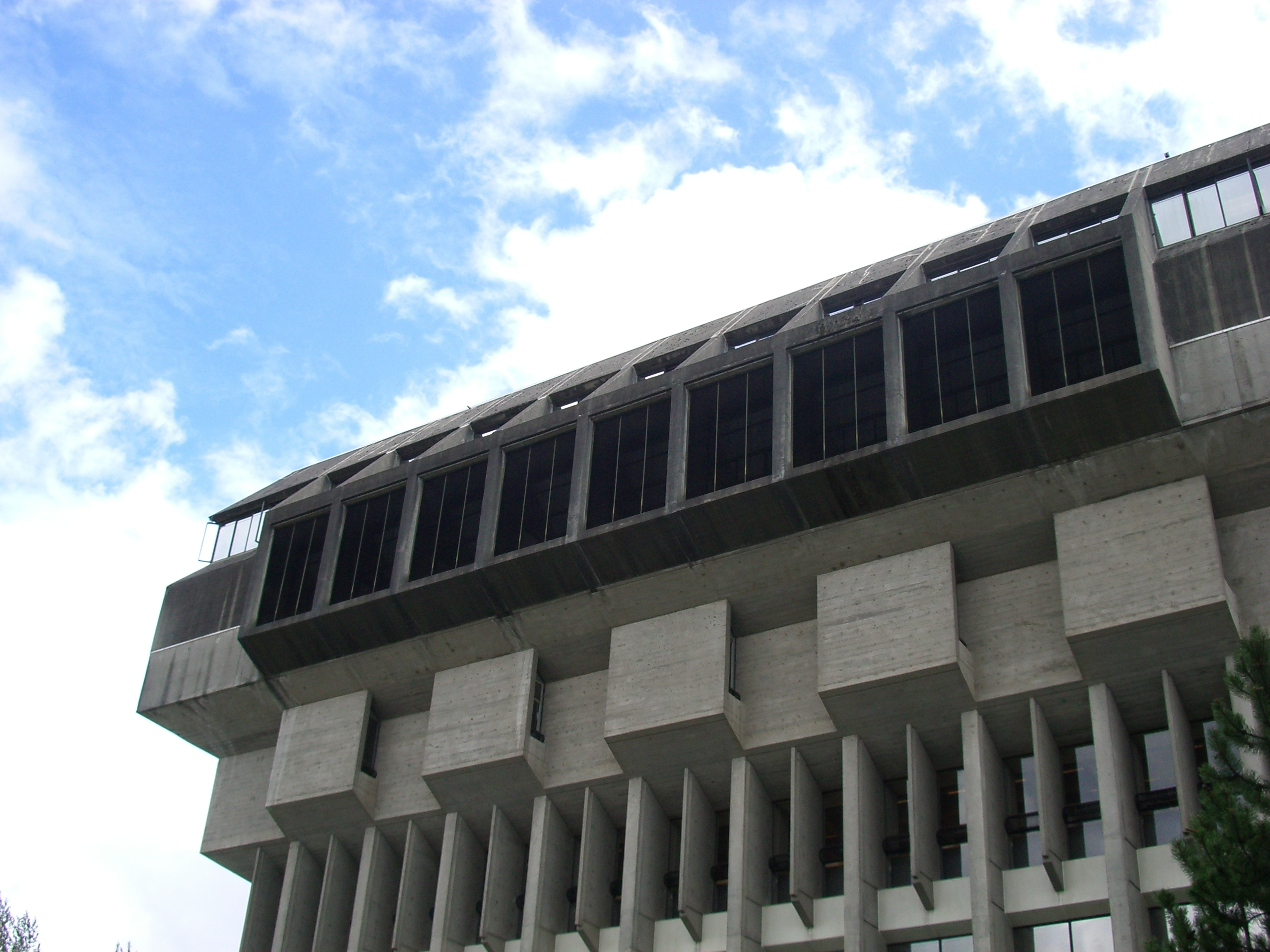
Thư viện W.A.C. Bennet
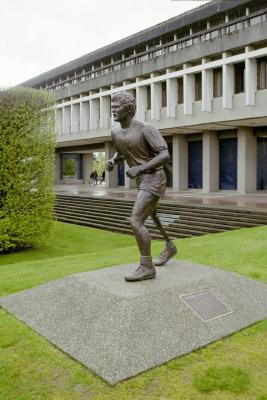
Tượng kỷ nệm Terry Fox
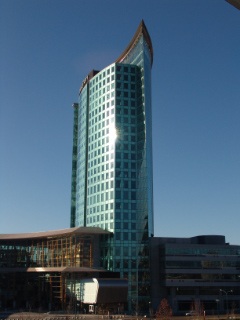
SFU Surey
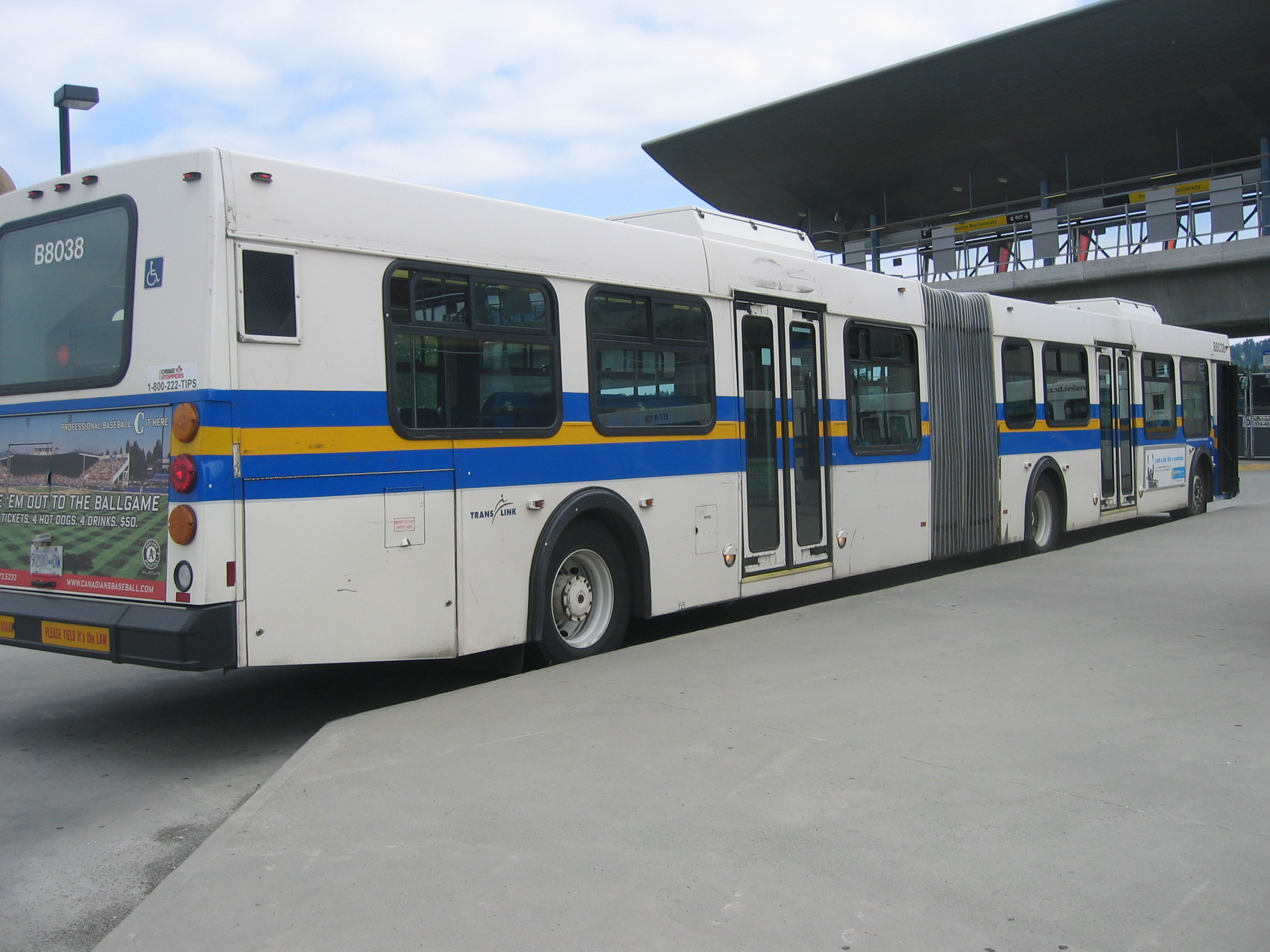
Bus 144
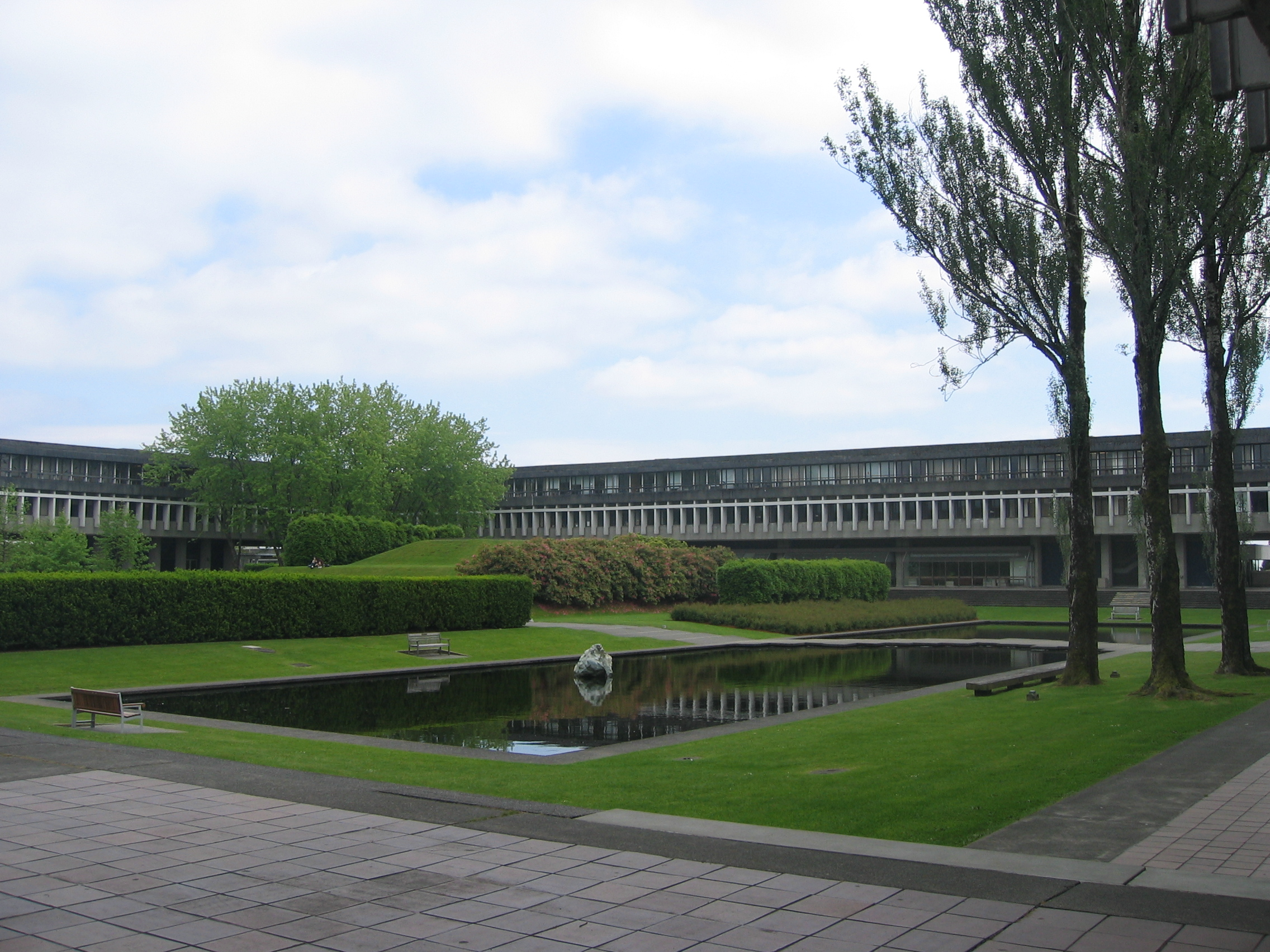
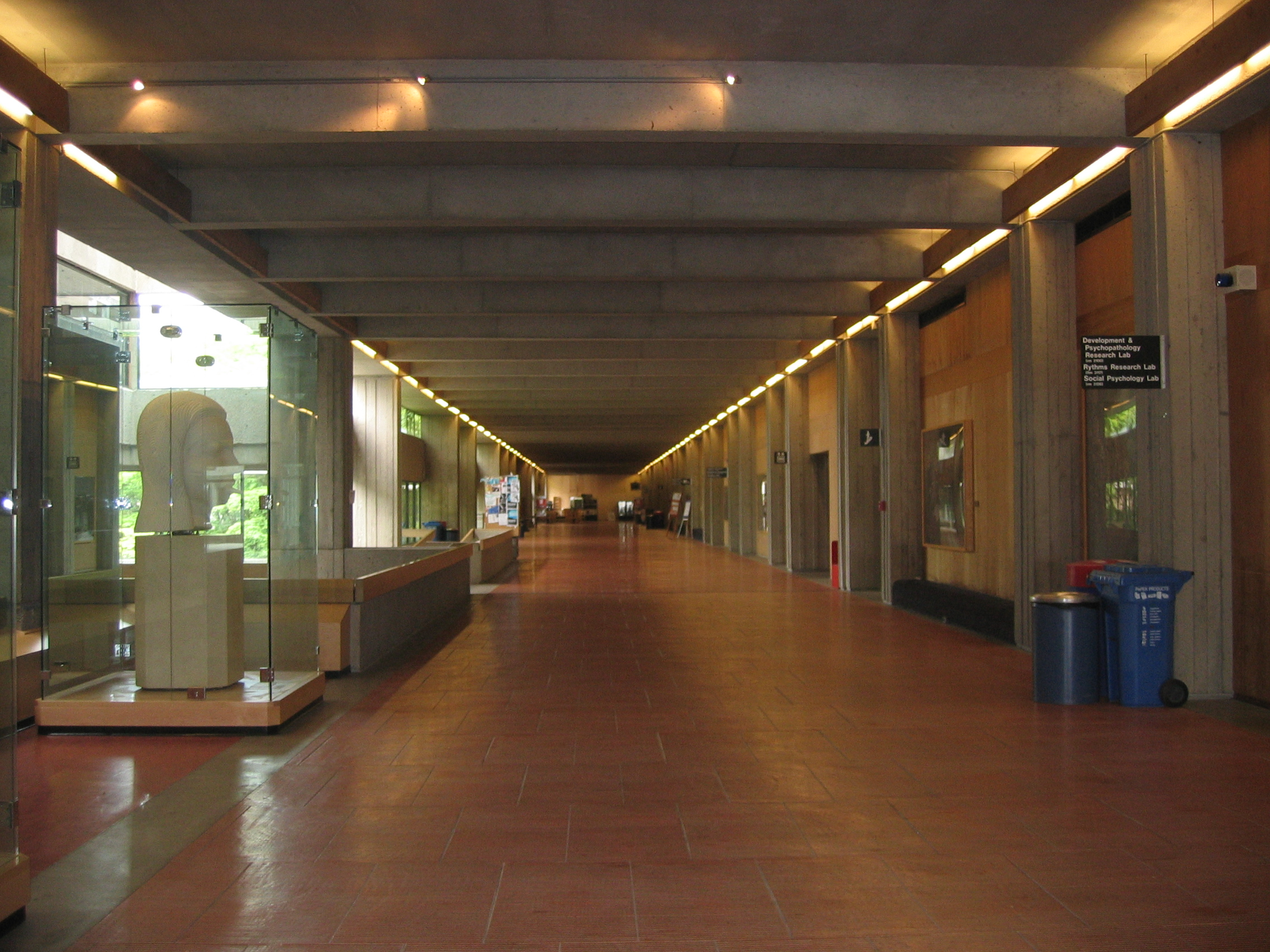
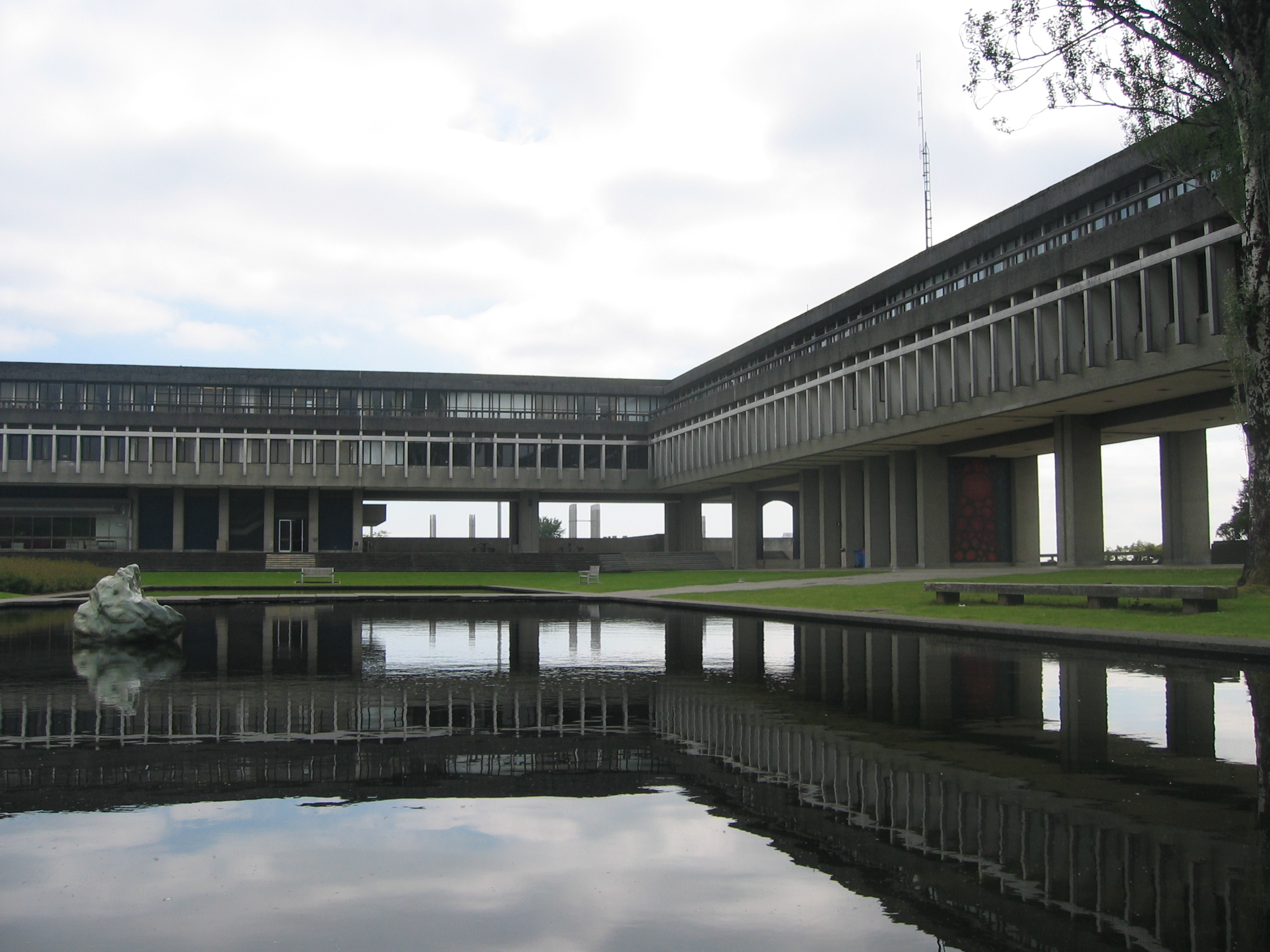
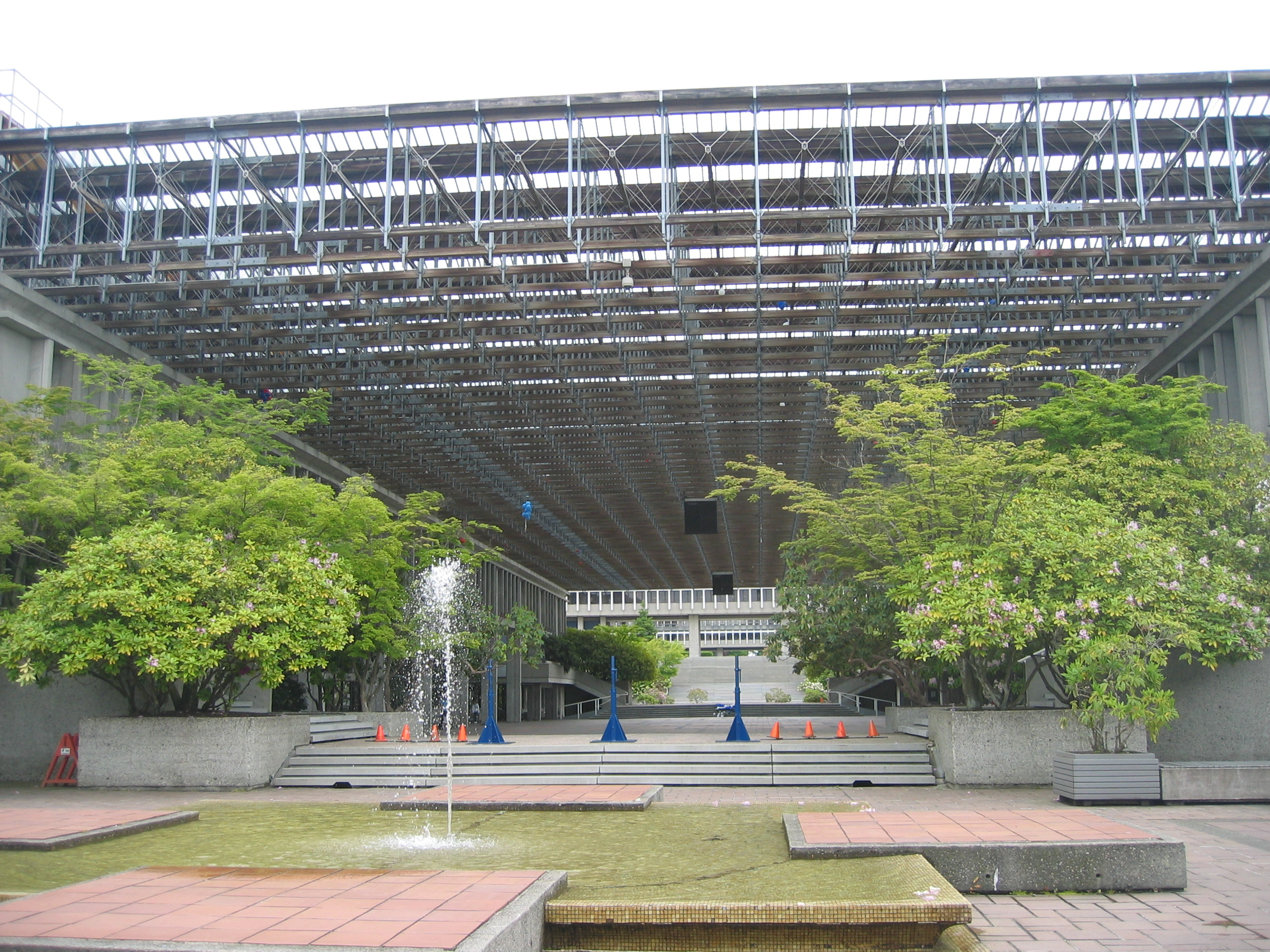
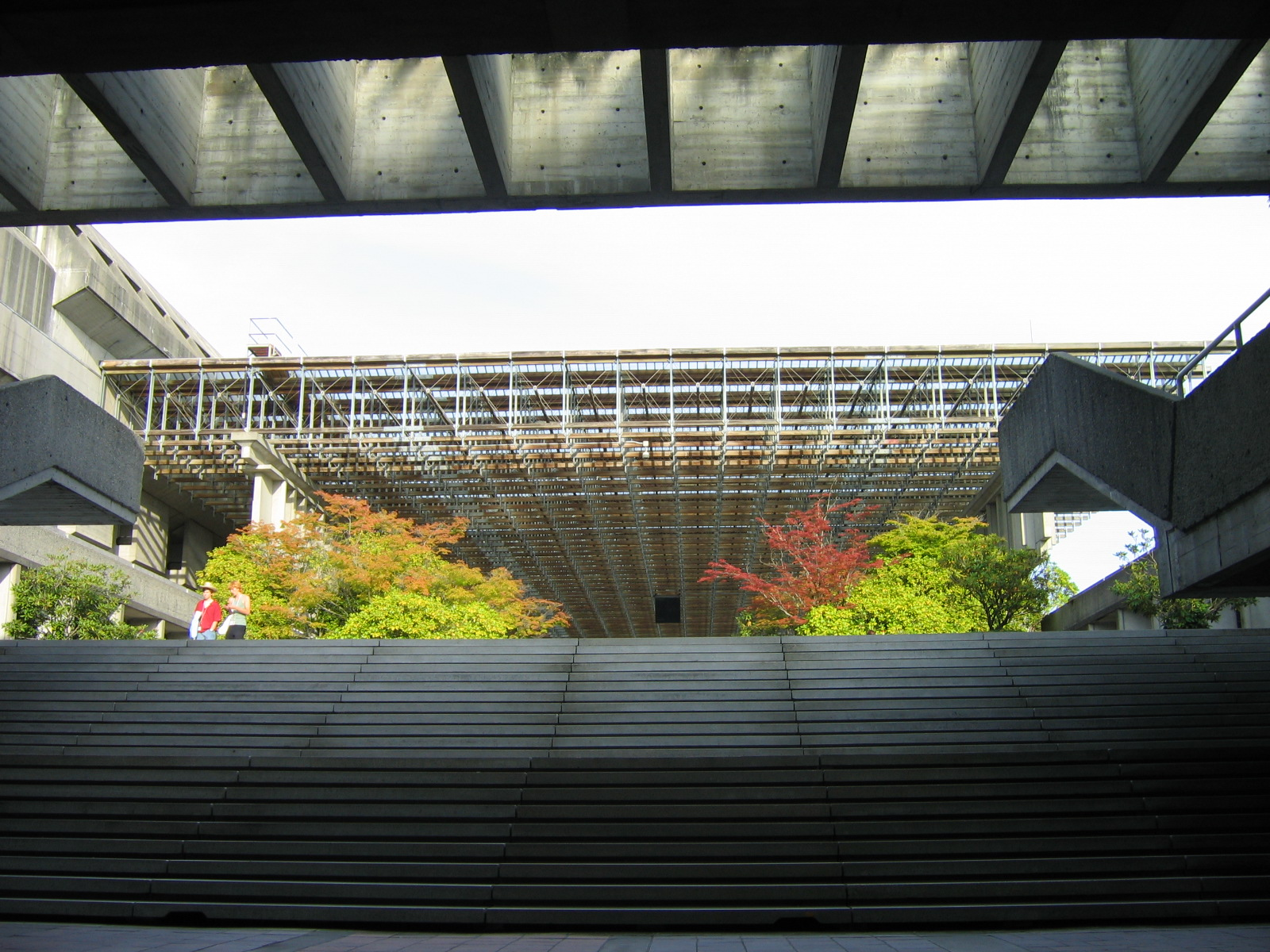
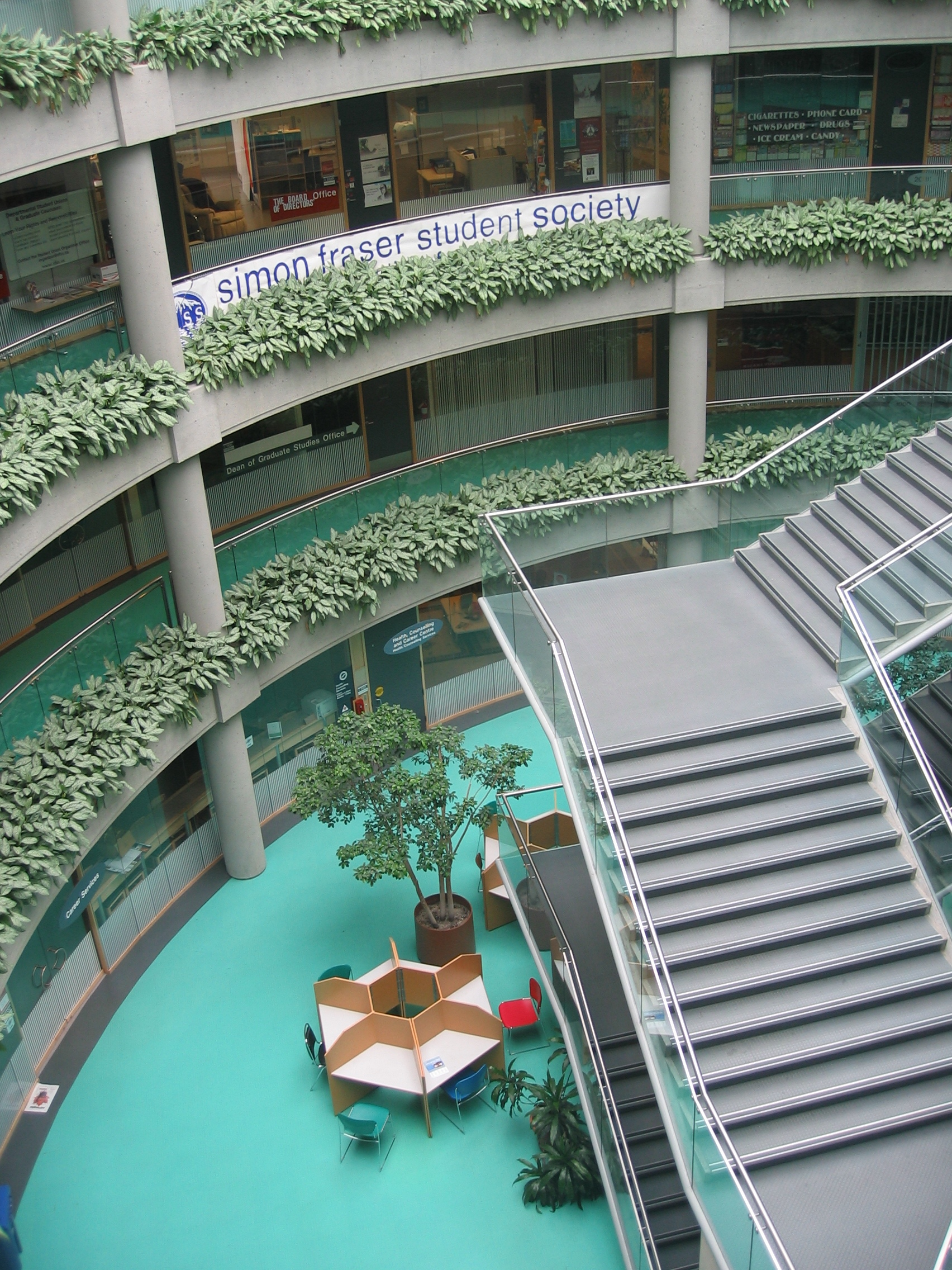